# Freak show fight

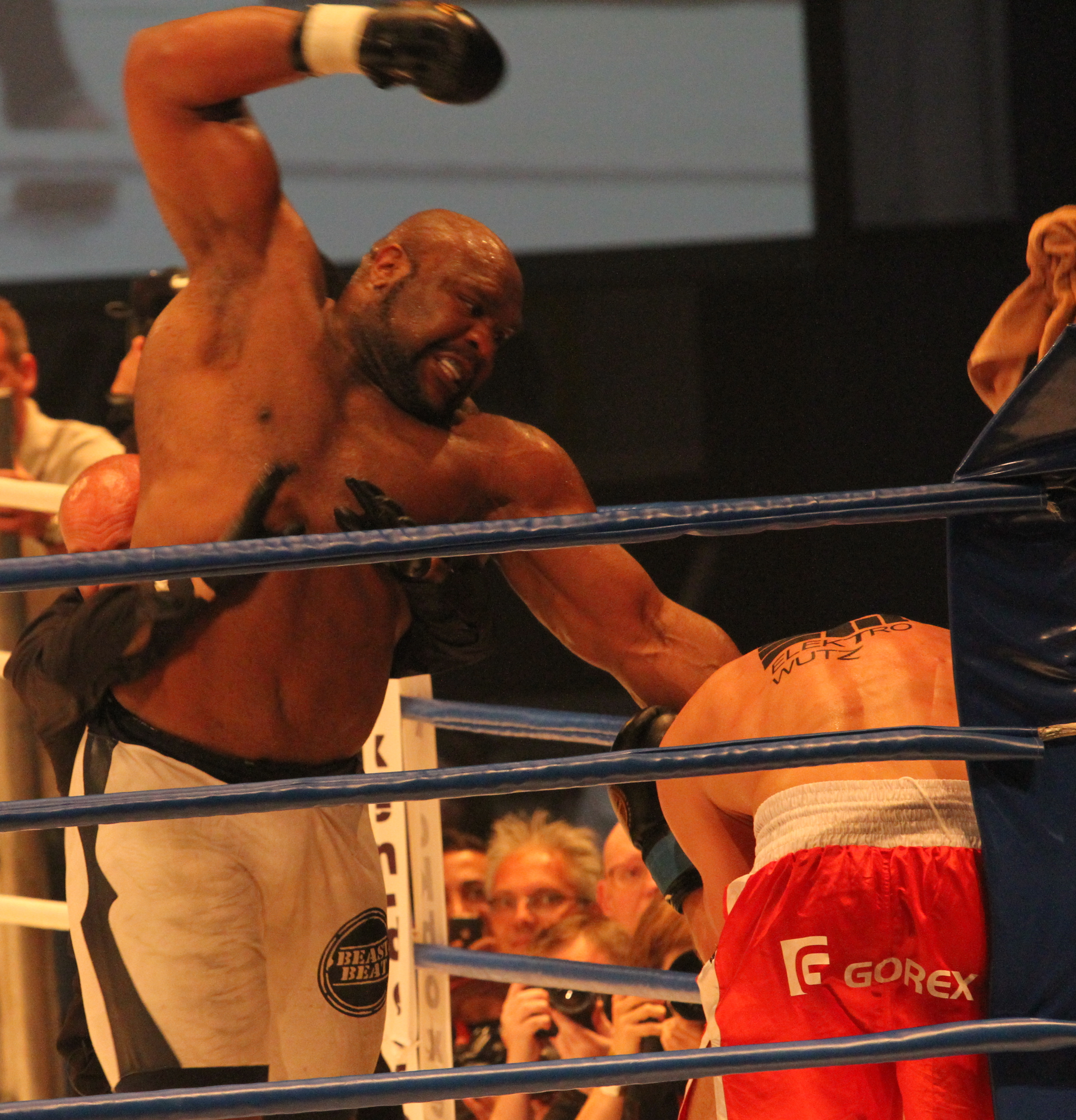
Bob Sapp contra Florian Pavic.

En el kickboxing y las artes marciales mixtas (MMA), freak show fight es un término peyorativo que designa una lucha entre dos oponentes muy dispares en habilidad, experiencia, tamaño, peso o una combinación de cualquiera de ellos. Esta clase de luchas eran comunes en los primeros eventos de MMA, pero se han vuelto cada vez más escasas debido a la implantación de comisiones atléticas y categorías de peso oficiales. Las freak show fights están particularmente asociadas con las promociones de Japón, donde alcanzaron una enorme popularidad y siguen siendo celebradas ocasionalmente. Estos combates son una constante causa de controversia, ya que se les percibe como una exaltación del espectáculo sobre la competición deportiva, pero existe una cierta apreciación hacia ellas por parte del gran público gracias a su valor como entretenimiento.

## Historia
Las primeras empresas de MMA mantenían muy poco o ningún control sobre el peso y las credenciales marciales de sus púgiles, lo que daba como resultado unos enfrentamientos a menudo muy desequilibrados en estos ámbitos. La propia Ultimate Fighting Championship se construyó sobre estos encuentros, alcanzando su máxima representación con el combate entre el luchador de kenpo de 100kg Keith Hackney y el luchador de sumo amateur de 300kg Emmanuel Yarborough. La UFC no se blindaría completamente de estos eventos hasta el final de la década de 1990.
Por su parte, y muy al contrario, la compañía japonesa PRIDE Fighting Championships abrazó este concepto, iniciando la costumbre de montar combates basados en la idea de «David contra Goliath». El antiguo exponente de Pancrase Ikuhisa Minowa se labró su carrera en PRIDE FC participando en luchas contra toda clase de oponentes de talla superpesada, mientras que el luchador profesional de 200kg Giant Silva hizo lo propio desde el otro lado de la báscula. La compañía de kickboxing K-1 adoptó este mismo formato para sus eventos de MMA, dando como resultado las carreras de púgiles improvisados como Bob Sapp, Akebono y Choi Hong-Man, quienes también compitieron en Pride. Las freak show fights eran una fuente constante de afluencia para las carteleras, hasta el punto de que un combate especial entre Sapp y Akebono batió récords históricos de audiencia televisiva que no ha vuelto a alcanzarse desde entonces.
En 2010, debido a una serie de desafíos mediáticos, el boxeador James Toney se enfrentó al antiguo campeón de la UFC Randy Couture en un evento de artes marciales mixtas, resultando vencido en pocos minutos. El presidente de UFC, Dana White, declaró arrepentirse de haber permitido el encuentro, admitiendo que se trataba de una crfreak show fight en toda regla. Más recientemente, Gabi Garcia ha recibido críticas a causa de su carrera en Rizin Fighting Federation (la compañía sucesora de Pride), ya que ha participado en múltiples freak show fights seguidas.